# Tanystylum neorhetum
Tanystylum neorhetum är en havsspindelart som beskrevs av Marcus, E. 1940. Tanystylum neorhetum ingår i släktet Tanystylum och familjen Ammotheidae.
Artens utbredningsområde är Södra Ishavet. Inga underarter finns listade i Catalogue of Life.